# Митрополија драмска
Митрополија драмска (грч. Μητρόπολη Δράμας) је православна епархија Цариградске патријаршије са седиштем у граду Драми, у Западној Тракији (данашња североисточна Грчка). Основана је крајем 13. века, а Цариградској патријаршији је припадала све до средине 14. века, када су град Драму одвојили Срби. Након проглашења Српске патријаршије (1346), Драмска епархија је укључена у њен састав, што је учињено и са осталим епархијама у околним областима. То је недуго потом довело до сукоба са Цариградом и избијања српско-грчког црквеног спора (1346-1375). За време владавине цара Стефана Душана драмском облашћу је управљао кесар Војихна, а потом је за време цара Уроша (1355-1371) том облашћу завладао деспот Угљеша (1365-1371). У склопу преговора о српско-грчком црквеном помирењу, током пролећа 1371. године склопљен је споразум о враћању Драме под јурисдикцију Цариградске патријаршије, а митрополит Драме је уједно постављен и за егзарха Цариградске патријаршије у држави деспота Угљеше.
У то време извршено је и обједињавање епархијских управа у околним градовима. Прво су у црквеном смислу обједињени Драма и Филипи, а касније (1663) им је придружена и суседна Зихна са оближњим Неврокопом. Епархија је остала под јурисдикцијом Цариградске патријаршије током раздобља османске власти. Након успостављања нових граница (1912—1920), та област је припала Краљевини Грчкој, а потом је 1931. године извршена реорганизација епархијске управе, тако да од тада поново постоји посебна Драмска епархија. На њеном челу се од 2022. године налази митрополит Доротеј Папарис (грч. Δωρόθεος Πάπαρης).